# 傷だらけの男
『傷だらけの男』（きずだらけのおとこ）は、1950年（昭和25年）製作・公開、マキノ正博監督の日本の長篇劇映画である。東日興業の設立第1回作品である。

## 略歴・概要
鈴木郁三によって1949年（昭和24年）12月に設立されたばかりの映画会社・東日興業が、長谷川一夫が経営する映画会社・新演伎座との提携によって製作された作品である。東日興業も新演伎座も撮影所をもっておらず、本作を配給する東宝の東宝撮影所（現在の東宝スタジオ）をレンタルすることとなった。当時の東宝撮影所は、1950年（昭和25年）1月に製作再開宣言をしたものの、長く続いた東宝争議のおかげで思うようにセットを建てることができず、スラムのシーンを日本劇場（現在の有楽町センタービル）の地下でロケーション撮影している。
当時のマキノはスランプだと言われ、ヒロポン中毒でもあり、ヒロポンを打ちながら編集作業を行った。本作は、同年4月9日に東宝の配給で公開された。

## スタッフ・作品データ
- 製作 : 鈴木郁三
- 監督 : マキノ正博
- 脚本 : 八住利雄
- 撮影 : 谷口政勝
- 照明 : 西川鶴三
- 美術 : 北辰雄
- 録音 : 大沢光一
- 音楽 : 鈴木静一

- 製作 : 東日興業、新演伎座
- 上映時間 （巻数 / メートル） : 88分 （9巻 / 2,400メートル）
- フォーマット : 白黒映画 - スタンダードサイズ（1.37:1） - モノラル録音

## キャスト
- 長谷川一夫 - 雅一
- 古川緑波 - 徳
- ディック・ミネ - 辰夫
- 長谷川裕見子 - 美代
- 逢初夢子 - お鯉
- 三谷幸子 - マリ
- 森川信 - 三郎
- 深見泰三
- 中村福松
- 藤村秀夫
- 渡辺篤

## 註
1. 1 2 3 4 5  『映画渡世・地の巻 - マキノ雅弘自伝』、マキノ雅弘、平凡社、1977年、p.250-258.